# BMW E34
Con la sigla BMW E34 si intende la terza generazione della BMW Serie 5, autovettura di lusso prodotta dalla casa automobilistica tedesca BMW dal 1987 al 1995.

## Storia e profilo
A metà degli anni ottanta, l'obsolescenza della serie 5 E28, troppo simile al precedente serie E12, costrinse la BMW a progettare un modello completamente nuovo, in grado di competere con la Mercedes-Benz W124, dominatrice del segmento.
Fu così presentata nel dicembre 1987 al salone internazionale la Serie 5 E34, una vettura completamente nuova, che della vecchia conservava solo il nome e, inizialmente, i motori.
Pur confermando l'impostazione tipica della marca (motore anteriore longitudinale e trazione posteriore), la E34 adottava soluzioni aggiornate come servosterzo e ABS di serie su tutte le versioni e, sulle più potenti, anche controllo della trazione (denominato ASC+T). Il pianale utilizzato derivava da quello dell'ammiraglia E32, con sospensioni a quattro ruote indipendenti, l'avantreno con schema McPherson e il retrotreno a braccio obliquo.
Evoluti, anche se provenienti dalla serie precedente, i motori 6 cilindri in linea, che beneficiarono di nuovi impianti di iniezione elettronica e, in alcuni casi, di incrementi di cilindrata.

### Design

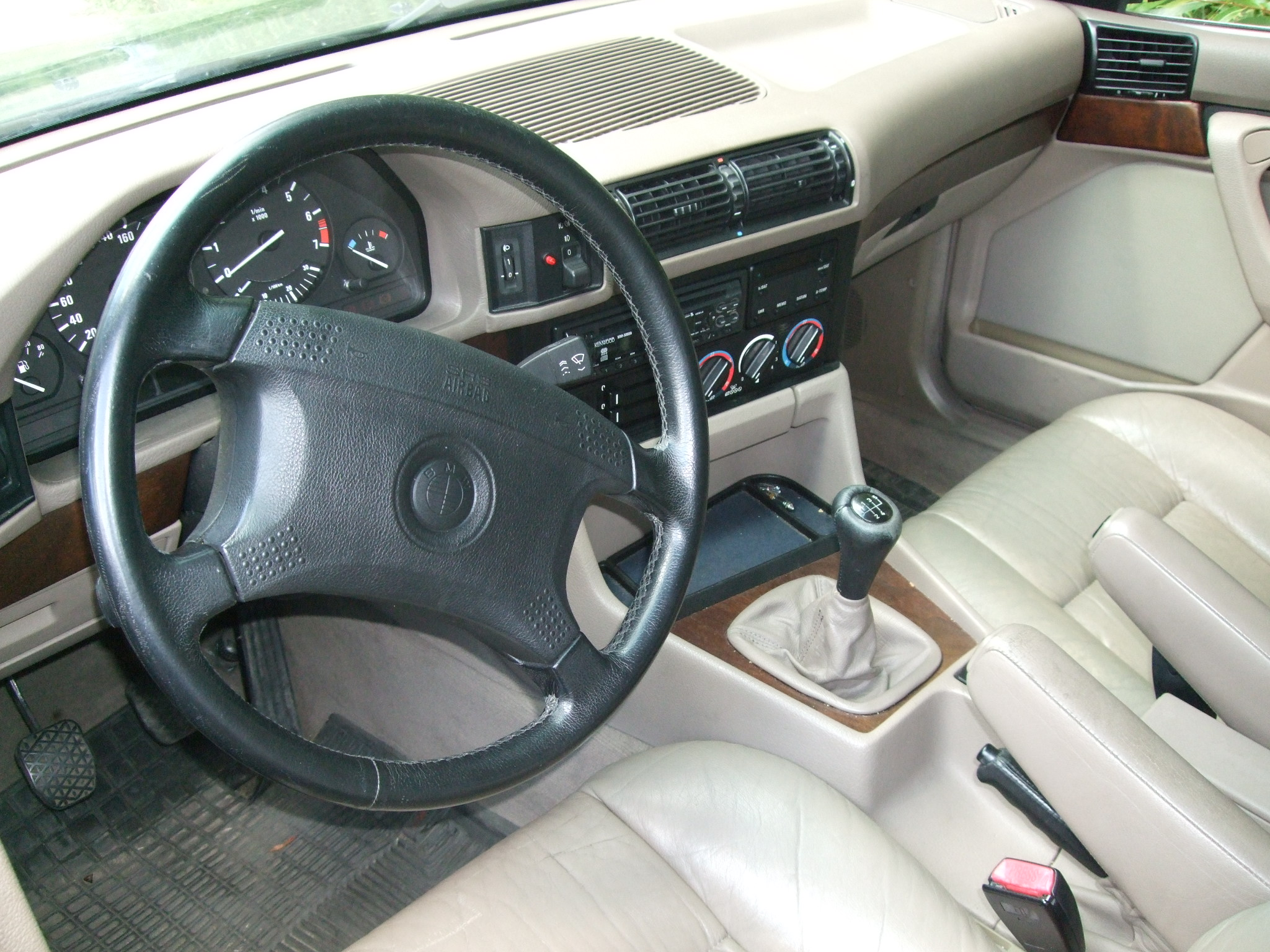
Interni di una BMW 530i E34

Esteticamente, la nuova E34 era caratterizzata da un corpo vettura decisamente più imponente, in modo da contrapporsi con maggiore efficacia alle principali concorrenti. Lo stile era firmato da Ercole Spada, già autore della seconda generazione della Serie 7, lanciata oltre un anno prima. Vennero mantenuti alcuni aspetti caratteristici delle precedenti BMW lanciate negli anni addietro, tra cui il frontale a doppi fari tondi all'interno di una mascherina in plastica nera ed il caratteristico "gomito" di Hofmeister che interessava il montante posteriore (e che sarebbe sopravvissuto anche nelle BMW prodotte decenni più avanti). Possente la coda, con nuovi gruppi ottici di nuovo disegno.

### Sicurezza
Per quanto riguardava il fattore sicurezza, la E34 vantava una scocca maggiormente irrigidita, ma anche la possibilità di avere degli airbag (che cominciarono a diffondersi in quegli anni a partire dai modelli alto di gamma) ed il dispositivo ABS per incrementare l'efficacia della frenata. Negli ultimi anni di produzione, poi, le versioni di punta vennero equipaggiate con il controllo della trazione elettronico. In virtù di tali caratteristiche, la Serie 5 E34 risultò essere ai vertici della categoria sul fronte della sicurezza attiva e passiva.

### Tecnica e motori
Al momento del lancio (Gennaio 1988) erano disponibili le versioni (tra l'altro tutte con motori a 6 cilindri in linea): 520i (1991 cm³, 126 CV), 525i (2494 cm³, 167 CV), 530i (2986 cm³, 185 CV), 535i (3430 cm³, 208 CV) e 524td (2443 cm³ turbodiesel con 116 CV). Nel settembre 1989 tali motorizzazioni subiscono incrementi di potenza: la 520i sale a 129 CV, la 525i a 170, la 530i a 188 e la 535i a 211. Invariati i dati della 524td.
La bella linea, le finiture curate e l'elevata sicurezza furono le armi vincenti della E34, che ottenne grande successo. Tuttavia le versioni più diffuse in Italia, le 520i e 524td, furono oggetto di critiche per le scarse prestazioni, causate anche dalla massa elevata del veicolo. Ciononostante, nel 1992 la gamma venne completata ulteriormente in basso con il lancio della versione a 4 cilindri 518i (1796 cm³, 113 CV).
Per far fronte alle carenze prestazionali, la Casa bavarese nel 1991 lanciò due nuovi motori 6 cilindri in linea con testata a 24 valvole di 2 e 2,5 litri, destinati alle 520i 24V e 525i 24V, sostitute delle precedenti versioni a 12 valvole. La 530i sparì dai listini nel settembre 1990. Gli incrementi di potenza erano sostanziosi: da 129 a 150 CV per il 2 litri (1991 cm³) e da 170 a 192 CV per il 2,5 litri (2494 cm³). Del marzo 1989 è invece la top di gamma M5, mossa da un 6 cilindri 24 valvole di 3535 cm³ che eroga 315 CV a 6900 giri/min, che spingono la M5 a 250 km/h (Autolimitati elettronicamente).

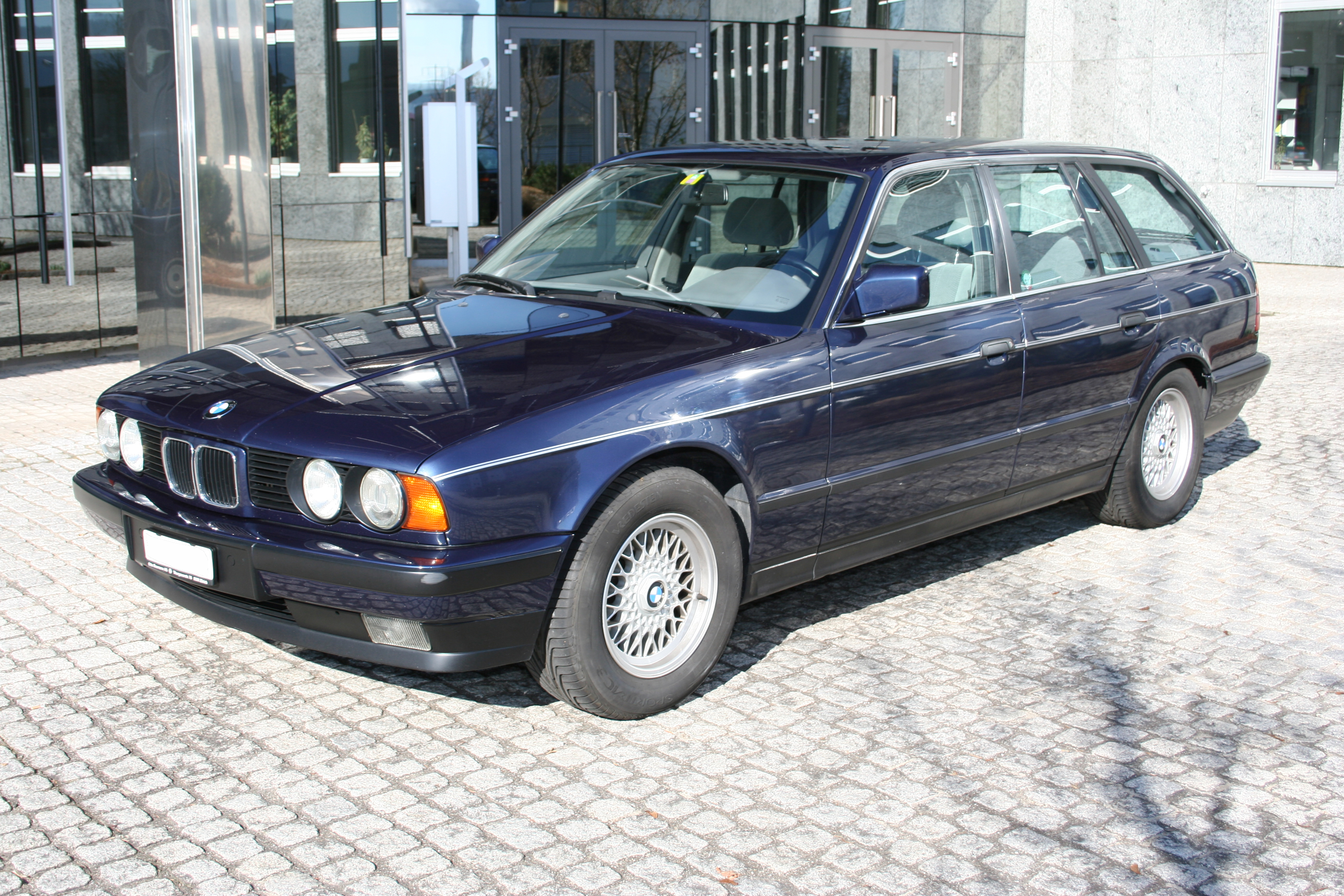
Una E34 Touring del 1993

Nell'ottobre 1991 la 524td (prodotta fino a giugno 1992) venne affiancata dalla 525tds, dotata di un nuovo 6 cilindri turbodiesel di 2497 cm³ con 143 CV, le cui maggiori prestazioni erano dovute alla presenza dell'intercooler che permetteva un sensibile raffreddamento dell'aria in uscita dal turbo e quindi la possibilità di sfruttare meglio la sovralimentazione.
Nel dicembre 1991 vennero lanciate le versioni a trazione integrale (denominate iX) e le station wagon denominate Touring. Il lancio delle versioni Touring ed X evidenziarono la volontà della BMW di contrastare su tutti i fronti la serie W124 di Mercedes-Benz, che prevedeva nella sua gamma anche versioni station wagon e a trazione integrale. Un'altra rivale "eccellente" che si vide aspramente contrastata da queste novità fu l'Audi 100, giunta a quel punto alla sua quarta generazione. Le versioni “X” erano riservate alla 525i 24V.
La Touring, al momento del lancio era disponibile nelle versioni 520i 24V, 525i 24V, 525iX 24V e 525 tds.

### Restyling 1993

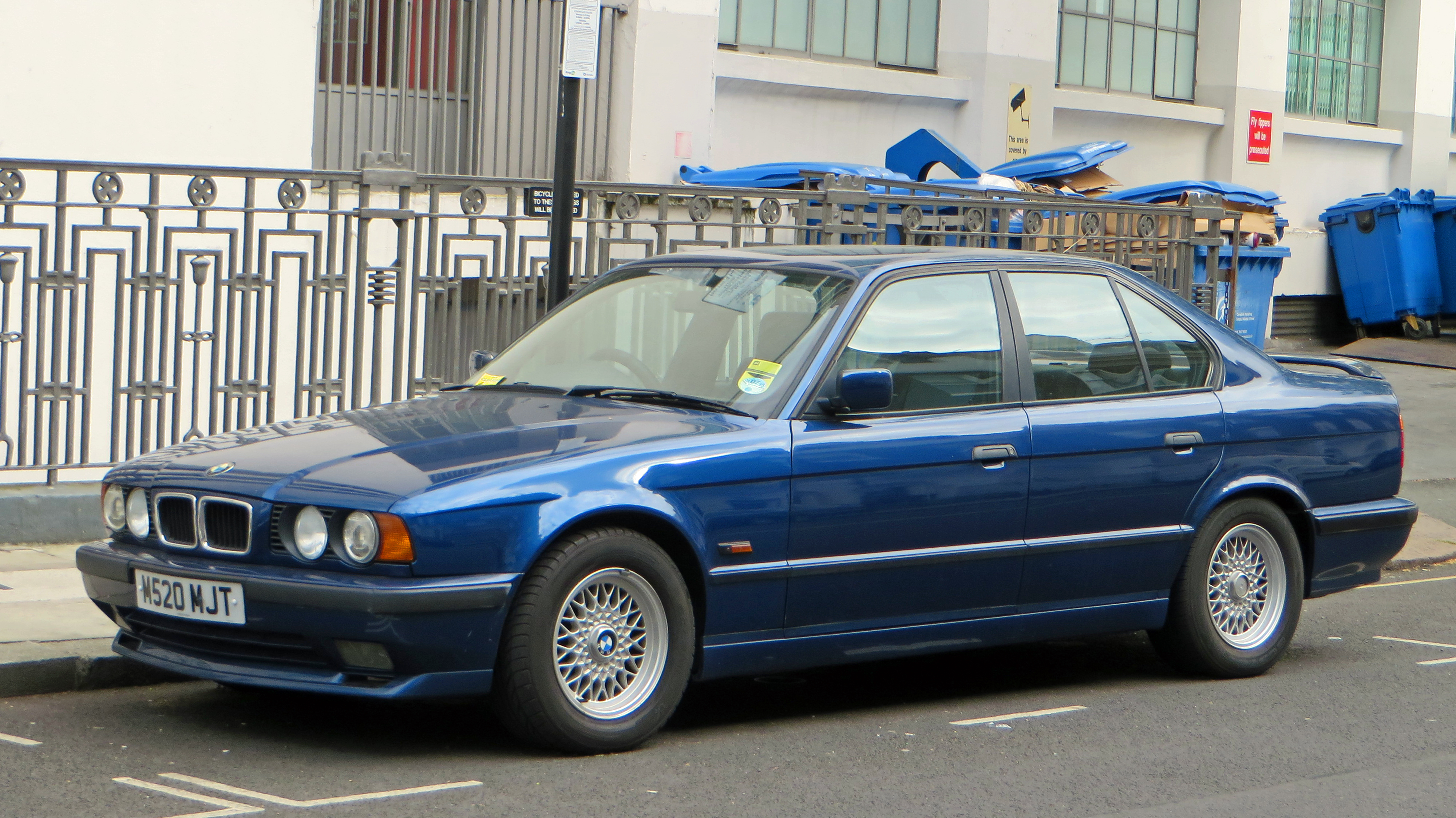
BMW 525i Sport restyling del 1995

Nel 1993, in occasione di un leggero restyling che interessò soprattutto il frontale (doppio rene più grande, cofano modificato) e gli interni, la gamma venne rivoluzionata con l'introduzione di due nuovi motori V8 con fasatura variabile Vanos. I motori V8 con testata a 32 valvole, di 2996 cm³ (218 CV) e 3982 cm³ (286 CV), andavano ad equipaggiare le nuove 530i e 540i. Le 530i V8 erano equipaggiate di serie con un cambio manuale a 5 marce, mentre le 540i potevano essere equipaggiate con un cambio automatico a controllo elettronico a 5 rapporti, oppure con uno sportivo manuale a 6 rapporti. 
Le 518i guadagnarono 2 CV nel giugno 1994 (per un totale di 115), i motori delle 520i 24V e 525i 24V ricevettero il sistema di fasatura variabile Vanos, la 525tds invece non subì variazioni tecniche. La station wagon era disponibile nelle stesse varianti della berlina.

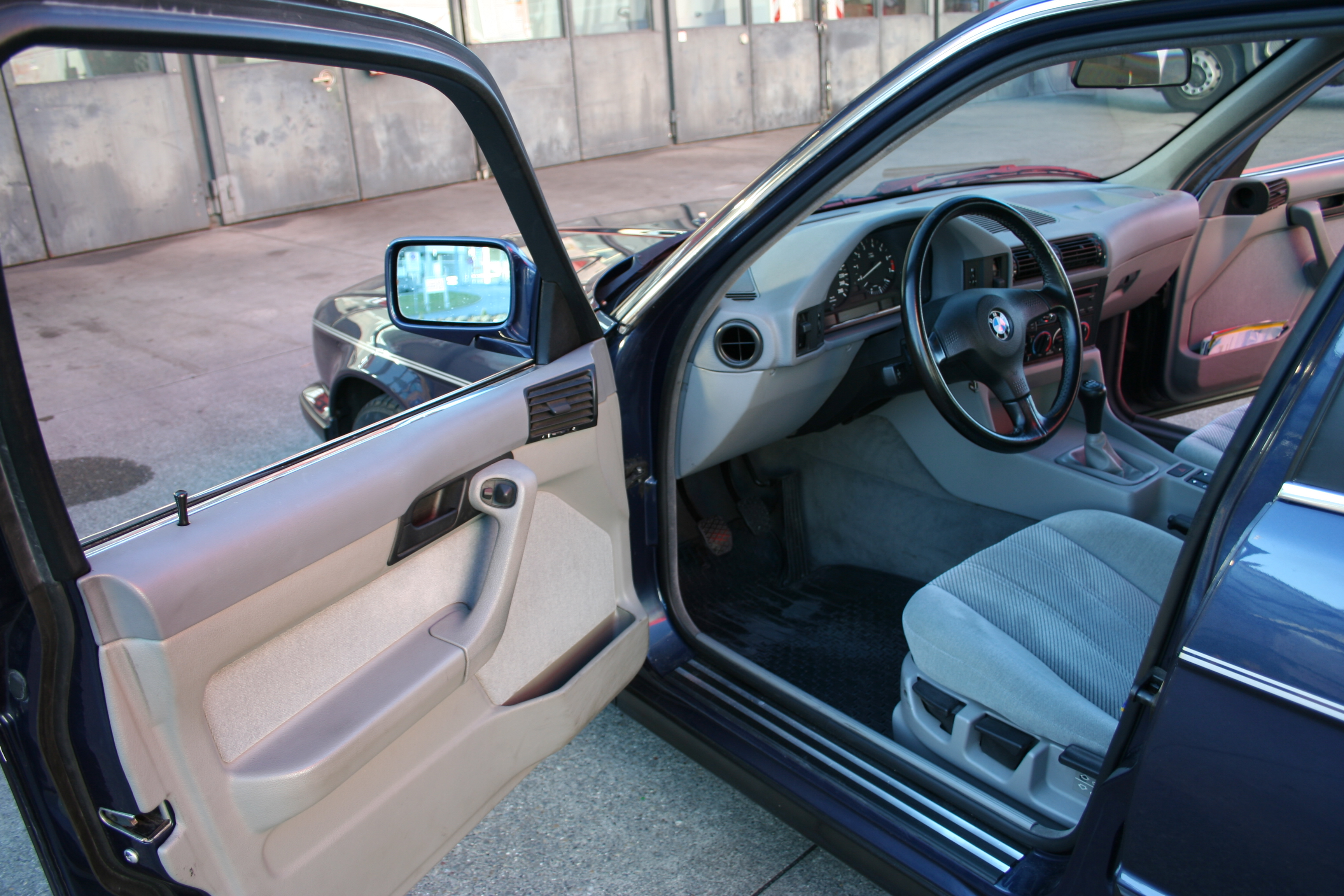
Interni di una BMW 525i E34 Touring del 1993

Nell'aprile 1993 la versione sportiva M5 venne aggiornata, adottando, tra l'altro, un motore di cilindrata maggiorata a 3795 cm³ (340 CV). La 524td cede il posto alla nuova 525td (prodotta a partire da aprile 1993), mossa dal nuovo 6 cilindri della 525tds, ma depotenziato a 116 CV poiché privo di intercooler. Nell'aprile 1993 fu resa disponibile la M5 Touring, con la stessa meccanica della berlina. Nel settembre del 1995 le E34 con carrozzeria berlina uscirono di listino, rimpiazzate dalla nuova generazione della Serie 5, la E39. Le versioni Touring, invece, continuarono ad essere prodotte per alcuni mesi, fino al marzo del 1996, dopodiché anche queste ultime vennero sostituite dalle corrispondenti versioni E39.

## Riepilogo versioni
Di seguito vengono illustrate le caratteristiche delle varie versioni della Serie 5 E34. Si tenga presente che i dati forniti riguardano le versioni berlina. Le corrispondenti versioni Touring (con carrozzeria station wagon) sono caratterizzate da una massa a vuoto superiore di circa un centinaio di kg (ma le differenze possono variare tra 80 e 120 kg a seconda dei modelli), da velocità massime inferiori di circa 5–8 km/h, da tempi di accelerazione da 0 a 100 km/h superiori di circa 3-5 decimi di secondo e da consumi superiori di circa 0.1-0.4 litri ogni 100 km.
Fanno eccezione solo la 540i e la M5 3.8, che raggiungono comunque i 250 km orari, ed inoltre la M5 3.5 che non è stata prodotta come station wagon.
| BMW Serie 5 E34                            |          |                |                |               |                    |              |                     |                    |                    |                    |
| Modello                                    | Motore   | Cilindrata cm³ | Potenza CV/rpm | Coppia Nm/rpm | Massa a vuoto (kg) | Velocità max | Acceler. 0–100 km/h | Consumo (l/100 km) | Anni di produzione | Esemplari prodotti |
| A benzina (tutti ad iniezione elettronica) |          |                |                |               |                    |              |                     |                    |                    |                    |
| 518i                                       | M40B18   | 1796           | 113/5500       | 166/4250      | 1.360              | 192          | 12"4                | 8.6                | 1989-94            | 53.254             |
| 518i                                       | M43B18   | 1796           | 115/5500       | 168/3900      | 1.435              | 198          | 12"3                | 8.2                | 1994-96            | 53.254             |
| 520i                                       | M20B20LE | 1991           | 129/6000       | 174/4300      | 1.400              | 203          | 11"4                | 9.7                | 1988-90            | 427.122            |
| 520i                                       | M50B20   | 1991           | 150/5900       | 190/4700      | 1.425              | 216          | 10"4                | 9.8                | 1990-93            | 427.122            |
| 520i                                       | M50TUB20 | 1991           | 150/5900       | 190/4200      | 1.445              | 211          | 10"6                | 9.6                | 1993-96            | 427.122            |
| 525i                                       | M20B25   | 2494           | 170/5800       | 226/4000      | 1.450              | 221          | 9"5                 | 9.3                | 1988-90            | 434.567            |
| 525i                                       | M50B25   | 2494           | 192/5900       | 245/4700      | 1.500              | 230          | 9"1                 | 9.7                | 1990-92            | 434.567            |
| 525i                                       | M50B25TU | 2494           | 192/5900       | 250/4200      | 1.555              | 230          | 8"6                 | 9.1                | 1992-96            | 434.567            |
| 525iX                                      | M50B25   | 2494           | 192/5900       | 245/4700      | 1.570              | 220          | 9"5                 | 10.2               | 1991-92            | 9.366              |
| 525iX                                      | M50B25TU | 2494           | 192/5900       | 250/4200      | 1.620              | 220          | 9"5                 | 10.2               | 1992-96            | 9.366              |
| 530i                                       | M30B30   | 2986           | 188/5800       | 260/4000      | 1.510              | 227          | 8"6                 | 10.7               | 1988-90            | 20.279             |
| 530i                                       | M60B30   | 2997           | 218/5800       | 290/4500      | 1.565              | 235          | 7"7                 | 10.8               | 1992-96            | 37.292             |
| 535i                                       | M30B35   | 3430           | 211/5700       | 305/4000      | 1.525              | 235          | 7"7                 | 11                 | 1988-92            | 99.861             |
| 540i                                       | M60B40   | 3982           | 286/5800       | 400/4500      | 1.680              | 250          | 6"4                 | 11.4               | 1992-96            | 26.483             |
| M5                                         | S38B36   | 3535           | 315/6900       | 361/4750      | 1.670              | 250          | 6"3                 | 11.9               | 1989-92            | 12.254             |
| M5                                         | S38B38   | 3795           | 340/6900       | 400/4750      | 1.711              | 250          | 5"9                 | 12                 | 1991-94            | 12.254             |
| A gasolio                                  |          |                |                |               |                    |              |                     |                    |                    |                    |
| 524td                                      | M21TD25  | 2443           | 115/4800       | 211/2400      | 1.480              | 192          | 12"9                | 7.1                | 1988-91            | 70.901             |
| 525td                                      | M51D25T  | 2498           | 115/4800       | 222/1900      | 1.480              | 192          | 12"9                | 8.7                | 1994-96            | 19.334             |
| 525tds                                     | M51D25S  | 2498           | 143/4800       | 280/2400      | 1.480              | 207          | 11"                 | 7.1                | 1992-96            | 122.401            |

## Le altre E34
In aggiunta alle versioni descritte, va ricordata una versione particolare, la 518g, caratterizzata dall'alimentazione bi-fuel benzina-metano. Disponibile unicamente con carrozzeria station wagon, la 518g monta il 1.8 M40, opportunamente adattato per il tipo di alimentazione prescelto. Quando si sceglie l'alimentazione a metano, la potenza scende da 115 a 105 CV. Le prestazioni velocistiche dichiarano una punta media di 190 km/h. La 518g è stata prodotta dal 1995 al 1996 in soli 298 esemplari.
La E34 è stata prodotta con caratteristiche differenti nel caso di destinazione a mercati particolari. Innanzitutto, per il mercato nordamericano, la gamma fu notevolmente più ristretta: della E34 d'oltreoceano, introdotta nel 1989, i modelli previsti furono la 525i e la 535i. Mentre la prima venne commercializzata fino al 1995, sia pure con un aggiornamento avutosi all'inizio del 1991, la 535i venne sostituita nel 1993 dalla 530i. Ma già nel 1990, per il Nordamerica venne proposta anche l'M5, e dal 1994, il gap creatosi tra quest'ultima e la 530i venne colmato con l'arrivo della 540i.
A Rosslyn, vicino a Pretoria (Sudafrica), la Serie 5 E34 venne prodotta fino al 1994, anche se in pochi esemplari.
Inoltre, per il mercato thailandese la E34 è stata proposta anche con un motore a benzina da 2.4 litri, mai importato in Europa.

### Alpina B10

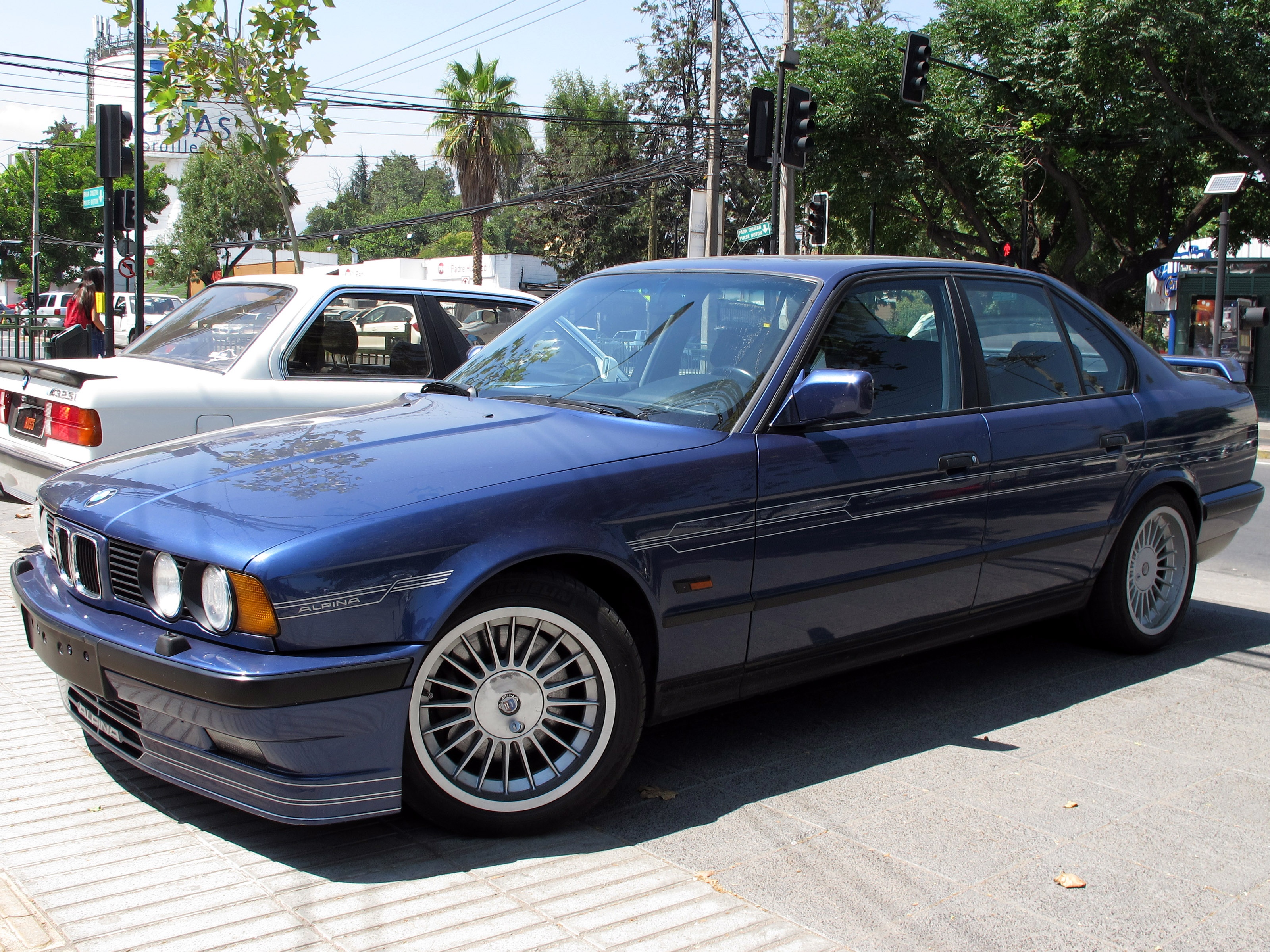
BMW Alpina B10 Biturbo

La E34 fu utilizzata come base per le versioni Alpina-BMW, con parziali modifiche estetiche e con prestazioni decisamente superiori, paragonabili ad alcuni modelli Ferrari o Porsche. La versione di punta delle Alpina su base E34 fu la B10 Biturbo, spinta appunto da una versione biturbo del motore M30 da 3430 cm³. Con i suoi 360 CV di potenza massima, la B10 Biturbo poteva raggiungere 290 km/h di velocità massima.